# Fath Ali Shah Qajar
Fath Ali Shah Qajar (5 tháng 9 năm 1772 - 23 tháng 10 năm 1834) là vị vua thứ hai của Nhà Qajar xứ Ba Tư
Triều đại của ông kéo dài từ ngày 17 tháng 9 năm 1797 cho đến ngày 23 tháng 10 năm 1834.
Fath Ali là con trai của Hossein Qoli Khan (1749-1777) và là cháu của Agha Mohammad Khan. Fath Ali đã ám sát chú của mình Agha Mohammad vào năm 1797 để đoạt lấy ngai vàng, Fath Ali lên ngôi quốc vương Ba Tư.
Trong triều đại của ông đã chứng kiến phần nhượng lại những vùng lãnh thổ ở Kavkaz mà ngày nay là Armenia, Gruzia, Azerbaijan và Dagestan cho người Nga trong cả hai cuộc chiến với đế quốc Nga năm 1804 - 1813 và cuộc chiến năm 1826 - 1828, cả hai lần Ba Tư đều thua cuộc.
Fath Ali có tên thật là Baba Khan nhưng khi lên ngôi ông lấy tên là Fath Ali Shah. Ông đã ra lệnh cho xử tử viên pháp quan Hajji Ebrahim Khan Kalantar. Kalantar đã từng là pháp quan Ba Tư trong 15 năm dưới thời nhà Zand và Qajar.
Ông nổi bật với người dân vì bộ râu đen dài thẩm, và bộ eo ong bắp cầy.
Vào cuối triều đại của ông, các khoản nợ trước đã xém đưa đất nước đến vực tan rã.

## Cai trị

### Đối ngoại
Về đối ngoại có các sự kiện lớn nha sau: sự xuất hiện ở Iran của các đặc phái viên người Anh Sir John Malcolm, Sir Hartford Jones, và Sir Gorozli, và các phái viên Pháp Juber, Romeo và Tướng Gardan.  Trong các phái đoàn ngoại giao này, Sir John Malcolm Pact, và các hợp đồng Mojmal (Tóm tắt) và Mofassal (Chi tiết) đã được ký với Anh, trong khi hợp đồng Finkenstein được ký với Pháp. Trong triều đại của ông, một số cuộc chiến giữa Iran và Nga cũng xảy ra sau đó là các hiệp ước khủng khiếp. Trước khi Fath Ali Shah qua đời vào năm 1829 sau Công nguyên, ông đã đầu hàng chính phủ Nga tất cả các lãnh thổ ngoài sông Aras bao gồm Arran, Shervan, Armenia và Gruzia.
Ngày 11 tháng 2 năm 1829, Khi một nhà ngoại giao người Nga tên Alexandr Griboyedov đã bị giết khi đang làm việc tại Tehran. Và sau đó, Fath Ali đã tìm mọi cách để giảm căng thăng giữa hai bên, một trong những cách đó là gửi thái tử Abbas Mirza sang Nga để nói lời xin lỗi với Sa hoàng Nga đang đương nhiệm lúc bấy giờ là Nikolai I của Nga và ông cũng tặng luôn cho Sa hoàng viên kim cương quý của ông là viên Shah Diamond.

### Đấu đá nội bộ
Năm 1833 khi thái tử lúc đó là Abbas Mirza đột ngột qua đời ở tuổi 44. Lúc đó ông vô cùng đau buồn khi bị mất một đứa con yêu dấu. Sau đó, ông chọn một người con trai của Abbas Mirza làm người kế vị, lúc đó mới 26 tuổi, tên là Muhammad Mirza tức là vua Mohammad Shah Qajar sau này lên thay. Tuy nhiên, thay vì chọn một người con khác của mình, quốc vương Fath Ali lại chọn cháu của ông khiến những người con khác của quốc vương phản đối lại điều này, sau đó bùng nổ thành một cuộc đấu tranh ngai vàng khi quốc vương Fath Ali băng hà một năm sau đó!

## Các thành tựu
Ông là một nhà bảo trợ vĩ đại của nghệ thuật & văn hoá Ba Tư nhất là nghệ thuật vẽ tranh, trong triều đại của ông, hội hoạ đặc biệt phát triển, tranh chân dung sơn dầu được vẽ rất nhiều, nhiều nhất trong các triều đại hồi giáo khác.
Chỉ tính riêng tranh chân dung sơn dầu của ông và con trai ông Abbas Mirza thôi cũng đã lên tới 25 bức, nhiều bức tranh đến hiện nay vẫn còn và phần lớn được trưng bày trong các viện bảo tàng ở Mỹ.
Ông cũng cho người chế tạo ra nhiều vương giả như ghế đăng quang được các vua đời sau sử dụng.
Trong thời kỳ trị vì, ông đã cho viết nhiều quyển sách kể về các cuộc chiến của ông với người Nga dù ông là người thua cuộc. Người đời sau xem những quyển sách ấy rất nổi bật vì nó được viết trong thời nhà Qajar và trong triều đại của Fath Ali Shah Qajar và họ gọi những quyển sách ấy là Shahanshanama.

## Chú giải
1. ↑  "Iranian History at a Glance". {{Chú thích web}}: |url= trống hay bị thiếu (trợ giúp)